# Jakub Lewicki
Jakub Lewicki (Białystok, 17 de septiembre de 2005) es un futbolista polaco. Juega de lateral izquierdo y su equipo actual es el Piast Gliwice de la Ekstraklasa, máxima categoría del fútbol polaco.

## Trayectoria
En su tercera temporada con Jagiellonia Białystok fue fichado por Piast Gliwice en septiembre de 2024.

## Selección nacional
Jakub ha sido internacional con la selección de Polonia en las categorías sub-17, sub-18, sub-19, sub-20 y sub-21.
Fue citado para jugar un cuadrangular internacional sub-17 amistoso en España. Debutó con Polonia el 11 de noviembre de 2021, ingresó en el comienzo del segundo tiempo para enfrentar a México pero fueron derrotados 3-4. Al partido siguiente fue titular ante República Checa y ganaron 3-0. Cerraron el torneo el 15 de noviembre, ingresó en los segundos 45 minutos, convirtió su primer gol con la selección y vencieron a Noruega 2-0, por lo que se quedaron con el torneo amistoso. Volvió a ser convocado para jugar 2 amistosos contra Noruega en febrero de 2022.

## Estadísticas
Actualizado al último partido citado el 24 de mayo de 2025.
| Club                                     | Div.          | Temporada     | Liga  | Liga  | Liga   | Copas nacionales | Copas nacionales | Copas nacionales | Copas internacionales | Copas internacionales | Copas internacionales | Total | Total | Total  |
| Club                                     | Div.          | Temporada     | Part. | Goles | Asist. | Part.            | Goles            | Asist.           | Part.                 | Goles                 | Asist.                | Part. | Goles | Asist. |
| ---------------------------------------- | ------------- | ------------- | ----- | ----- | ------ | ---------------- | ---------------- | ---------------- | --------------------- | --------------------- | --------------------- | ----- | ----- | ------ |
| Jagiellonia Białystok S. S. A. · Polonia | 1.ª           | 2022-23       | 19    | 1     | 1      | 2                | 0                | 0                | —                     | —                     | —                     | 21    | 1     | 1      |
| Jagiellonia Białystok S. S. A. · Polonia | 1.ª           | 2023-24       | 20    | 2     | 0      | 2                | 0                | 0                | —                     | —                     | —                     | 22    | 2     | 0      |
| Jagiellonia Białystok S. S. A. · Polonia | 1.ª           | 2024-25       | 0     | 0     | 0      | 0                | 0                | 0                | 1                     | 0                     | 0                     | 1     | 0     | 0      |
| Jagiellonia Białystok S. S. A. · Polonia | Total club    | Total club    | 39    | 3     | 1      | 4                | 0                | 0                | 1                     | 0                     | 0                     | 44    | 3     | 1      |
| Piast Gliwice · Polonia                  | 1.ª           | 2024-25       | 6     | 0     | 0      | 3                | 0                | 0                | —                     | —                     | —                     | 9     | 0     | 0      |
| Piast Gliwice · Polonia                  | 1.ª           | 2025-26       | 0     | 0     | 0      | 0                | 0                | 0                | —                     | —                     | —                     | 0     | 0     | 0      |
| Piast Gliwice · Polonia                  | Total club    | Total club    | 6     | 0     | 0      | 3                | 0                | 0                | 0                     | 0                     | 0                     | 9     | 0     | 0      |
| Total carrera                            | Total carrera | Total carrera | 45    | 3     | 1      | 7                | 0                | 0                | 1                     | 0                     | 0                     | 53    | 3     | 1      |
| 1.                                       |               |               |       |       |        |                  |                  |                  |                       |                       |                       |       |       |        |

## Palmarés

### Títulos nacionales
| Título      | Equipo                         | País    | Año  |
| ----------- | ------------------------------ | ------- | ---- |
| Ekstraklasa | Jagiellonia Białystok S. S. A. | Polonia | 2024 |